# Давид Хилберт
Давид Хилберт (Вехлау код Кенигсберга, 23. јануар 1862 — Гетинген, 14. фебруар 1943) је био немачки математичар који је дао важан допринос у неколико грана математике.
Хилберт је 1888. поопштио једну важну Жорданову теорему на системе вишег реда, да би 1899. године објавио своје Основе геометрије (Grundlagen der Geometrie) у којима је ту тему, коначно, поставио на строге аксиоматске основе (в. Хилбертове аксиоме). Он је такође показао да је геометрија једнако конзистентна као аритметика реалних бројева. Године 1900. Хилберт је поставио део од 23 проблема као изазов математичарима 20. века; решења или некакав напредак је учињен за око три четвртине њих.
Касније се Хилберт посветио раду на теоријској физици и основама математике. Развијао је математички формализам што га је довело до дела Основе математике (Grundlagen der Mathematik, 1934—1939.), заједно са Паулом Бернајсом. Други радови Хилберта укључују његов доказ Варинговог проблема, тј. претпоставке коју је поставио Варинг 1770, а прво потпуно решење је пронашао Хилберт 1909, затим развој тзв. Хилбертовог простора и допринос у проучавању интегралних једначина и алгебарске теорије бројева.

## Животопис Давида Хилберта
Хилберт је био једини син Ота и Марије Терезе (Ердтман) Хилберт, рођен у Wehlau (Знаменск) крај Калињинграда у тадашњој Пруској. У јесен 1872. уписује Фридрихсколег гимназију (исту школу коју је 140 година пре њега похађао Имануел Кант), али се 1879. пребацио и 1880. завршио научну оријентисанију гимназију у Вилхелму. У јесен исте године уписује факултет у Кенигсбергу. Тамо се спријатељио са талентованим Херманом Минковским.
Године 1884, Адолф Хурвитц, са факултета у Гетингену, постаје ванредни професор на факултету у Кенигсбергу. Од тада њихова међусобна размена научних идеја има значајан утицај на њихове научне каријере. Хилберт је докторирао 1885. године, са дисертацијом „О непромењивим својствима посебних бинарних форми, са нагласком на сферне хармонијске функције“ (нем. Über invariante Eigenschaften spezieller binärer Formen, insbesondere der Kugelfunktionen).
На истом факултету остаје као професор од 1886. до 1895. године. Оженио се 1892. са Кети Јерош с којом је имао једног сина. Године 1895, на наговор Феликса Клејна долази на позицију шефа катедре за математику на факултету у Гетингену, у то време најбољем центру за научна истраживања у подручју математике на свету, где остаје до пензионисања 1930. године. Његов најбољи пријатељ, Минкоwски умире 1909. године.

### Гетингенска школа
Међу Хилбертовим ученицима били су: Херман Вајл, шаховски првак Емануел Ласкер, Ернст Зермело, Карл Густав Хемпел и касније познати математичари: Ото Блументал (1898), Феликс Бернстајн (1901), Херман Вајл (1908), Ричард Курант (1910), Ерих Хек (1910), Хјуго Стајнхаус (1911), Вилхелм Акерман (1925). На факултету је окружен с некима од најзначајнијих математичара 20. века, као што су Еми Нетер и Алонзо Черч. Између 1902. и 1939. Хилберт је уредник „Mathematische Annalen“, водећег математичког часописа тога времена.

### Касније године живота
Хилберт је доживео нацистичке прогоне многих уважених чланова факултета 1933. године, међу њима и Хермана Вајл, који га је наследио на катедри након пензионисања 1930. године. Немачку је морао напустити и Паул Бернајс, његов сарадник на подручју математичке логике и коаутор значајне књиге Die Grundlagen der Mathematik (издане 1934. и 1939. године). То је био наставак књиге Хилберта и Акермана Начела теоријске логике из 1928. године. До Хилбертове смрти 1943. године, нацисти су отерали већину научника са факултета тако да је његовом спроводу присуствовала само неколицина академика.
На његовом споменику у Гетингену, пише:
Ми морамо знати.
Ми ћемо знати.

## Хилбертова основна теорема
Хилбертов први рад на непроменљивим функцијама довео га је 1888. до познатог теорема коначности. Двадесет година раније, Паул Гордан је демонстрирао теорем о коначности генератора бинарних облика користећи врло компликоване прорачуне који су онемогућили поопштавање самог метода на функције са више од две варијабле. Хилберт је уочио потребу сасвим другачијег приступа. Као резултат демонстрирао је „Хилбертов основни теорем“ који показује постојање коначног скупа генератора независно од броја променљивих, у апстрактном облику.
Хилбертова основна теорема каже да ако је k polje, тада је сваки идеал у прстену састављеном од више варијабилних полинома,  коначно генерисан. С гледишта алгебарске геометрије, алгебарски скуп над k може бити описан као заједнички скуп решења коначно много полиномијалних једначина.
Хилберт је дошао до доказа контрадикцијом користећи се математичком индукцијом. Његова метода не даје алгоритам који ће произвести коначно много основних полинома за дати идеал, него само показује њихово постојање.
Једноставнија верзија Хилбертовог основног теорема каже: ако је R леви (односно десни) Нетеров прстен, тада полиномијални прстен  је исто леви (односно десни) Нетеров прстен.
Ако је, an ≠ 0, тада degf: = n и an је водећи коефицијент од f. Нека I буде идеал у  и претпоставимо да I није коначно генерисан. Тада индуктивно конструисани низ f1,f2,... елемената од I такав да fi + 1 има минималан ступањ међу елементима од, где је Ji идеал генерисан од f1,...,fi.
Нека је ai водећи коефицијент од fi и нека је J идеал од R генерисан од низа a1,a2,.... Пошто је R Нетеријан постоји N такав да је J генерисан од a1,...,aN. Због тога за неке случајеве постиже контрадикција, ако се зна где је ni = degfN + 1 − degfi, због degg = degfN + 1 и њихови водећи коефицијенти одговарају, тако да је fN + 1 − g строго мањег ступња од degfN + 1, а то је у контрадикцији са избором fN + 1. На тај начин добија се да је I коначно генерисан. Пошто је за I узет произвољан идеал у , сваки идеал у  је коначно генерисан и следи да је  Нетеријан.
То је био доказ постојања коначног скупа генератора, а не прорачун и ослањао се на закон ексклузивне средине у бесконачности. Објављивање тог рада у Mathematische Annalen је одбијено с разлогом да није свеобухватан и потпун, те да се уопште не ради о математици. Хилберт у следећем чланку, који опет шаље у Annalen, проширио своју методу дајући прорачуне о максималном ступњу минималног сета генератора. Тај рад је оцењен као најзначајније дело у подручју опште алгебре које је часопис икада објавио.

## Аксиоматизација геометрије
У тексту Основе геометрије коју објављује 1899. Хилберт предлаже сет тзв. Хилбертових аксиома којима замењује традиционалне Еуклидове аксиоме. Ти аксиоми исправљају слабости уочене код Еуклидових аксиома који су се до тада користили дословце као што су написани. Независно од Хилберта деветнаестогодишњи студент Роберт Ли Мур је објавио једнаки сет аксиома. Неки од њих се подударају а неки одговарају теоремима у Хилбертовом сету и обрнуто. Хилбертов приступ означио је пребацивање на модерну аксиоматску методу. Аксиоми се више не узимају као истинити сами по себи.
Геометрија може да третира ствари, о којима имамо снажну интуицију, али није нужно да се припише експлицитно значење недефинисаним концептима. Елементи као што су: тачка, дужина, раван и остали могу се заменити, као што је Хилберт рекао столовима, столицама, чашама пива и осталим таквим објектима. Битан је само њихов дефинисани однос.
Хилберт први означава недефинисане концепте: тачка, линија, раван, лежи на (однос између тачака и линија, тачака и равни, и линија и равни), између конгруенције парова тачака и конгруенција углова. Аксиоми уједињавају геометрију равни и геометрију простора у један систем.

## Хилбертова 23 проблема
Хилберт је презентирао, у облику говора „Проблеми математике“, листу нерешених проблема на интернационалном конгресу математичара у Паризу 1900. године, коју је касније проширио на 23 проблема. Тим говором је желио да заокружи математички јако успешни 19. век и предвиди развој математике у будућности. Том приликом је рекао:
„Ако верујем у развој математичког знања у блиској будућности, морамо се позабавити недовршеним питањима и решити проблеме које задаје данашња наука, а чија решења очекујемо. Знамо да сваки век носи своје проблеме које следећи век рјешава или замјењује новим. Крај сјајне епохе позива нас да се осврнемо на прошлост, али и да погледамо у непознату будућност.“
Хилберт је сматрао да су два највећа достигнућа у претходном веку: развој аритметике континуума, којој су допринели Коши, Болкано и Кантор, и прихваћање нееуклидске геометрије Гауса, Бољаја и Лобачевског.
Његови проблеми су јако различити. Неки су толико опширни да представљају цела подручја која треба истражити. Други су пак пуно конкретнији и решени су јако брзо. Има и оних који су решени супротно Хилбертовим очекивањима, али и оних о којима се и данас јако мало зна.
Хилберт је проблеме поделио у четири групе. У првој се налази шест основних проблема, других шест се односи на његово истраживање теорије бројева, трећа група од шест проблема представља мешавину алгебарских и геометријских проблема. Последњих пет проблема одсликава Хилбертове интересе.
Сам Хилберт, као ни његови ученици, нису се превише бавили решавањем ових проблема, већ су се посветили изучавању Хилбертовог простора. Међутим, проблеми су били јако брзо прихваћени од стране младих математичара, који су своја истраживања усмерили у правцима које је Хилберт и предвидео. Значај ових проблема може се видети и у томе што је решавање било којег од њих било повод за прославе и доделе награда. Хилберт је веровао да „докле год нека грана науке нуди мноштво проблема, дотле ће и живети“ па је у том духу изложио своје проблеме.
Неколико примера проблема:
- Решивост Диофантове једначине

Да ли је могуће развити алгоритам који ће моћи да покаже да ли се дата Диофантова једначина, са произвољно много непознатих и са рационалним коефицијентима, може решити у коначно много корака? Нпр. линеарна Диофантова једначина.
На крају се испоставило да се не може развити такав алгоритам.

## Питање аксиоматизације физике
Истраживањима у самим основама геометрије намеће се проблем: да ли је могуће посматрати, као аксиоме, она сазнања у физици у којима математика игра битну улогу; ту се пре свега мисли на теорију релативности и механику. Хилберт је сматрао да би било добро када би њихова практична сазнања била логична надоградња теорије која је заснована на усуглашеним аксиомима.
Није решен.
Проблем топологије алгебарских кривих и површина. Није решен.
Хилбертови проблеми су постали својеврсни манифест који је отворио пут развоју формалистичке школе, једне од три главне математичке школе 20. века. Према формалистима, математика је игра лишена значења у којој се игра са симболима без значења према формалним правилима који су договорени унапред. То је аутономна игра мисли. Ипак постоје сумње да је Хилбертов начин посматрања био формалистички у овом смислу.

## Хилбертов програм
Хилберт је 1920. предложио истраживачки пројект који је постао познат као Хилбертов програм. Желио је да се математика формулише на чврстој и потпуној логичкој подлози. Веровао је да се у принципу ово може учинити показујући:
- да сва математика произлази из исправно одабраног коначног система аксиома
- да је такав систем аксиома доказиво конзистентан кроз неке карактеристике као што је рачун епсилона

Овај програм је препознатљив у популарној филозофији математике где се обично назива формализам. На пример, Бурбаки група (група француских математичара 20. века) прихватила је селективну верзију програма као прикладну за захтеве њиховог двојног пројекта који се састојао од: писања прегледа темељних радова и подржавање аксиоматске методе као истраживачког помагала. Овај приступ био је успешан у вези са Хилбертовим радовима у подручју алгебре и функционалне анализе, али није успео да привуће интерест на подручју физике и логике.

## Геделов допринос
Хилберт и његови талентовани математичари с којима је радио били су потпуно предани свом раду. Настојали су подупру аксиоматизовану математику са дефинисаним принципима, којима су могли избацити све несигурности у теорији, али на крају ипак нису успели.
Гедел је показао да сваки не контрадикторни формални систем који би био довољно опсежан да би укључио барем аритметику не може сам својим аксиомима показати своју потпуност. Године 1931, његов теорем непотпуности показао је да Хилбертов велики план од почетка није био могућ. Следећа достигнућа теорије доказа, у најмању руку, разјашњавају доследност која се односи на теорије којима су математичари заокупљени. Хилберт својим радом започиње логички приступ разјашњавању проблема. Потреба за разумијевање Геделовог рада, на крају доводи до развоја рекурзивне теорије и математичке логике као засебне дисциплине у 1930-има.

## Функционална анализа
Око 1909. године, Хилберт се посвећује истраживању диференцијалних и интегралних једначина, те је тако непосредно утицао на велики део модерне функционалне анализе. Како би спровео своја истраживања, Хилберт уводи концепт бесконачно димензионалног Еуклидовог простора, касније названог Хилбертов простор. Његов рад у овом подручју анализе даје важан допринос математици у физици. Касније је Стефан Банач проширио његов концепт те га назвао Баначов простор. Концепт Хилбертовог простор је најважнија идеја у подручју функционалне анализе у 20. веку.

### Хилбертов простор
Математички концепт Хилбертовог простора генерализује појам Еуклидовог простора на начин којим проширује методе векторске алгебре са 2-димензионалног и 3-димензионалног простора на бесконачно димензионалан простор. То је апстрактни векторски простор у којем удаљености и углови могу бити измерени и цео се налазе у том простору.
Хилбертов простор се појављује у математици, физици и инжењерству. Као алат је незамјењив у теоријама парцијалних диференцијалних једначина, а у квантној механици његова важност се види у томе што, нуди најбољу математичку формализацију квантне механике. Препознавање уобичајених алгебарских структура унутар ових различитих подручја створило је концептуално разумевање, а успехом метода Хилбертовог простора започели су плодоносну еру за функционалну анализу.
Геометријска интуиција игра важну улогу у многим аспектима теорије. Елемент Хилбертовог простора може бити јединствено одређен са својим координатама с обзиром на ортонормирану базу. Основна интуиција, која стоји иза Хилбертовог простора је врло једноставна: У великом низу физичких и математичких ситуација, линеаран проблем може бити приказан унутар неког Хилбертовог простора и анализиран у једноставном геометријском смислу.
Још један од разлога успјех теорије Хилбертовог простора је и у чињеници да: Иако се могу разликовати по пореклу и изгледу, већина Хилбертових простора гледано у математици и физици, су самоумножена манифестација једног одвојеног Хилбертовог простора.

## Допринос у физици
До 1912. године, Хилберт је био искључиво математичар. Чак се и његов пријатељ и колега математичар Херманн Минковски, који се у Бону бавио истраживањима у физици, шалио да би требало да проведе 10 дана у карантину пре него што посети Хилберта. У ствари, Минковски је највише заслужан за већину Хилбертових истраживања у физици до 1912. године, укључујући њихов заједнички семинар 1905. године.
Три године након што је умро Минковски, Хилберт се скоро потпуно посветио физици. Почиње да истражује теорију кинетике гасова, а после се пребацује на истраживање основа радијације и молекуларне теорије материје. Чак и у време рата присуствује предавањима Алберта Ајнштајна и других физичара.
Хилберт 1915. године позива Ајнштајна у Гетинген како би одржао недељу дана предавања о својој теорији релативности и теорији гравитације. Разменом идеја дошли су до крајњег облика једначина поља из теорије релативности, касније назване Ајнштајнова једначина поља и Ајнштајн-Хилбертов поступак. Ајнштајн и Хилберт међусобно су се дописивали о томе ко је први открио једначине поља, али никад о томе нису покренули јавну расправу.
Надаље, његов рад је омогућио напредак у математичкој формулацији квантне механике. Херман Вајлово и Џон фон Нојманово разматрање Хилбертовог рада било је кључно за њихов рад на математичкој еквиваленцији Хајзенбергове матричне механике и Шродингерове таласне једначине, где Хилбертов простор одиграва важну улогу у квантној теорији. Године 1926, фон Нојман је показао да ако на атомска стања гледамо као на векторе у Хилбертовом простору, тада ће они одговарати Шродингеровој теорији таласних функција и Хајзенберговим матрицама.
За време бављења физиком, Хилберт покушава да уведе математичку строгоћу у физици. Иако су били зависни од више математике, физичари су је неспретно користили. Као чистом математичару, Хилберту је тако кориштена математика било изразито ружна и тешко разумљива. Са све већим познавањем физике и начином кориштења математике у физици, Хилберт развија кохерентну математичку теорију коју сматра врло важном у подручју интегралних једначина. Кад је Ричард Курант написао књигу „Методе математичке физике“ која укључује неке Хилбертове идеје, поставио га је као коаутора књиге иако није директно допринео писању књиге.
Хилберт је једанпут рекао „физика је претешка за физичаре“, желећи тиме рећи да је њима потребна математика претешка, па им Курант-Хилбертова књига то олакшава.

## Теорија бројева
Хилберт уједињује подручје алгебарске теорије бројева са својом теоријском расправом Захлберицхт („извештај о бројевима“ ). У ширем смислу решио се Варинговог проблема. Тада већ има нешто више да објави о тој теми, али тек појављивањем Хилбертових модуларних форми у дисертацији његовог студента видимо колико је он везан за то подручје.
Направио је много претпоставки на класичној теорији поља. Тај концепт је био врло утицајан, а његов допринос се најбоље види по називима Хилбертова класа поља и Хилбертовог симбола за локалну класичну теорију поља.
Резултати његових теорија, у овом подручју већином су доказани 1930. године, након револуционарног рада Теијија Такагија, због којег постаје први Јапански интернационални математичар.
Хилберт није радио на самој сржи теорије аналитичких бројева, али је његово име постало познато по Хилберт–Појевој претпоставци.

## Неке занимљивости
- Хилберт је био страни члан Лондонског краљевског друштва за унапређења у природним наукама, познатог као The Royal Society. Године 1910. био је награђен другом Бољајевом наградом.
- За време нацистичких прогона, на једној забави седио је поред Немачког министра образовања Бернхарда Руста. Руст га је питао: „Како је математика сада у Гетингену кад је ослобођена утицаја жидова? “ А Хилберт је одговорио: „Математика у Гетингену? Тамо је стварно више нема.“
- Имао је Ердосов број 4. Број који се додељује у част Мађарском математичару Паулу Ердосу. Да би нетко добио Паул Ердосов број, треба да буде коаутор неког математичког чланка са аутором који поседује Ердосов број. Како то изгледа види се на следећем приказу: Ако Ана сурађује са Паул Ердосом на једном чланку, а са Марком на другом, а да при том Марко никад не сурађује са самим Ердосом. Марко ће добити Ердосов број 2, јер је два корака удаљен од Ердоса.

### Примарна литература
- Jean van Heijenoort, (1967). From Frege to Gödel: A Source Book in Mathematical Logic, 1879–1931. Harvard University Press.
- Hilbert, David (1950), The Foundations of Geometry [Grundlagen der Geometrie] (PDF), English translation by E.J. Townsend (2nd изд.), La Salle, IL: Open Court Publishing Непознати параметар |orig-date= игнорисан (помоћ)
- Hilbert, David (1990). Foundations of Geometry [Grundlagen der Geometrie]. translated by Leo Unger from the 10th German edition (2nd English изд.). La Salle, IL: Open Court Publishing. ISBN 978-0-87548-164-7. Непознати параметар |orig-date= игнорисан (помоћ)
- Hilbert, David; Stephan Cohn-Vossen (1999). Geometry and Imagination. American Mathematical Society. ISBN 978-0-8218-1998-2. — an accessible set of lectures originally for the citizens of Göttingen.
- Hilbert, David (2004).  Michael Hallett and Ulrich Majer, ур. David Hilbert's Lectures on the foundations of Mathematics and Physics, 1891–1933. Springer-Verlag Berlin Heidelberg. ISBN 978-3-540-64373-9.

### Секундарна литература
- Bertrand, Gabriel (20. 12. 1943b), „Allocution”, Comptes rendus hebdomadaires des séances de l'Académie des sciences (на језику: French), Paris, 217: 625—640,
- Umberto, Bottazzini (2003). Il flauto di Hilbert. Storia della matematica. UTET. ISBN 978-88-7750-852-2.
- Dawson, John W. Jr (1997). Logical Dilemmas: The Life and Work of Kurt Gödel. Wellesley MA: A. K. Peters. ISBN 978-1-56881-256-4.-
- Grattan-Guinness, Ivor,. (2000). The Search for Mathematical Roots 1870-1940. Princeton University Press.
- Gray, Jeremy (2000). The Hilbert Challenge. Oxford University Press. ISBN 978-0-19-850651-5.
- Mancosu, Paolo (1998). From Brouwer to Hilbert, The Debate on the Foundations of Mathematics in 1920s. Oxford University Press. ISBN 978-0-19-509631-6.
- Odifreddi, Piergiorgio (2003). Divertimento Geometrico - Da Euclide ad Hilbert. Bollati Boringhieri. ISBN 978-88-339-5714-2. A clear exposition of the "errors" of Euclid and of the solutions presented in the Grundlagen der Geometrie, with reference to non-Euclidean geometry.}-
- Reid, Constance (1996). Hilbert. Springer Science and Business Media. ISBN 978-0-387-94674-0. The definitive English-language biography of Hilbert.}-
- Rowe, D. E. (1989). „Klein, Hilbert, and the Gottingen Mathematical Tradition”. 5: 186—213. S2CID 121068952. doi:10.1086/368687.
- Sauer, Tilman (1999). „The relativity of discovery: Hilbert's first note on the foundations of physics”. Arch.hist.ex.sci. 53: 529—575. Bibcode:1998physics..11050S. arXiv:physics/9811050 .
- Thorne, Kip (1995). Black Holes and Time Warps: Einstein's Outrageous Legacy. W. W. Norton & Company; Reprint edition. ISBN 978-0-393-31276-8.
- Dath, Dietmar (2003). Höhenrausch. Die Mathematik des 20. Jahrhunderts in zwanzig Gehirnen. Frankfurt a. M.: Eichborn. стр. 29—48. ISBN 978-3-8218-4535-7.
- Apostolos Doxiadis, Christos H. Papadimitriou (2012). Logicomix - Eine epische Suche nach der Wahrheit. Süddeutsche Zeitung. ISBN 978-3-86497-004-7.. Süddeutsche Zeitung Bibliothek.
- 2004
- Hermann Minkowski (1973). Briefe an David Hilbert. ISBN 978-3-540-06121-2.. Herausgegeben von L. Rüdenberg und H. Zassenhaus. Springer-Verlag, Berlin & Heidelberg.
- Reid, Constance (1972). Hilbert (2nd изд.). Springer Verlag. ISBN 978-3-540-04999-9.
- Constance Reid (1996). Hilbert. New York: Copernicus Books. ISBN 978-0-387-94674-0.. (maßgebliche Hilbert-Biographie).
- Kurt Reidemeister, ур. (1971). Hilbert – Gedenkband. Berlin, Heidelberg & New York: Springer. ISBN 978-3-540-05292-0.